# Billy Vunipola
Billy Vunipola (Brisbane, Queensland, Austràlia, 3 de novembre de 1992) és un jugador de rugbi britànic, que juga a la darrera línia de Saracens a l'Aviva Premiership i en la selecció de rugbi d'Anglaterra.

## Primers anys
Vunipola va néixer a Brisbane (Queensland, Austràlia), fill d'un antic capità de la selecció de rugbi de Tonga, Fe'ao Vunipola i una ministra metodista, Rev. Iesinga Vunipola (qui és també capellana de la comunitat tongana al Regne Unit). També és nebot d'altres dos jugadors que foren internacionals, Manu i 'Elisi Vunipola: tots dos van representar a Tonga en la dècada dels anys 1990. El seu germà, Mako Vunipola, juga de pilier amb els Saracens. Després de traslladar-se a Gal·les amb la seva família de nen, va ser educat a the Castle School en Thornbury, i va jugar rugbi junior per Thornbury RFC abans de guanyar una beca per acudir a la Harrow School.

## Carrera
Mentre estava encara en Harrow School, Billy es va unir a la London Wasps Academy. Va fer el seu debut amb l'equip sènior en la temporada 2011–12 i va jugar 30 partits en dues temporades abans de deixar-ho a la fi de la temporada 2012–2013 per signar un contracte el gener de 2013 amb Saracens.
Després de representar a Anglaterra en els equips de rugbi sub-18 i sub-20, va ser cridat a l'equip dels England Saxons el gener de 2013. Va entrenar amb l'equip nacional en el Torneig de les Sis Nacions 2013 i va fer el seu debut amb la selecció durant la gira per Argentina de 2013, en el partit contra Argentina a Salta al juny de 2013, sortint de la banqueta per aconseguir l'assaig de la victòria d'Anglaterra 32–3. Seleccionat per jugar amb Anglaterra la Copa Mundial de Rugbi de 2015, en el partit inaugural contra Fiji va sortir de suplent. El seu assaig, en l'última jugada del partit, va proporcionar a Anglaterra un punt bonus. Durant el torneig de les Sis Nacions 2016 gaudiria de força titularitats i seria escollit jugador del partit en diferents ocasions.